# Stegosaurinae

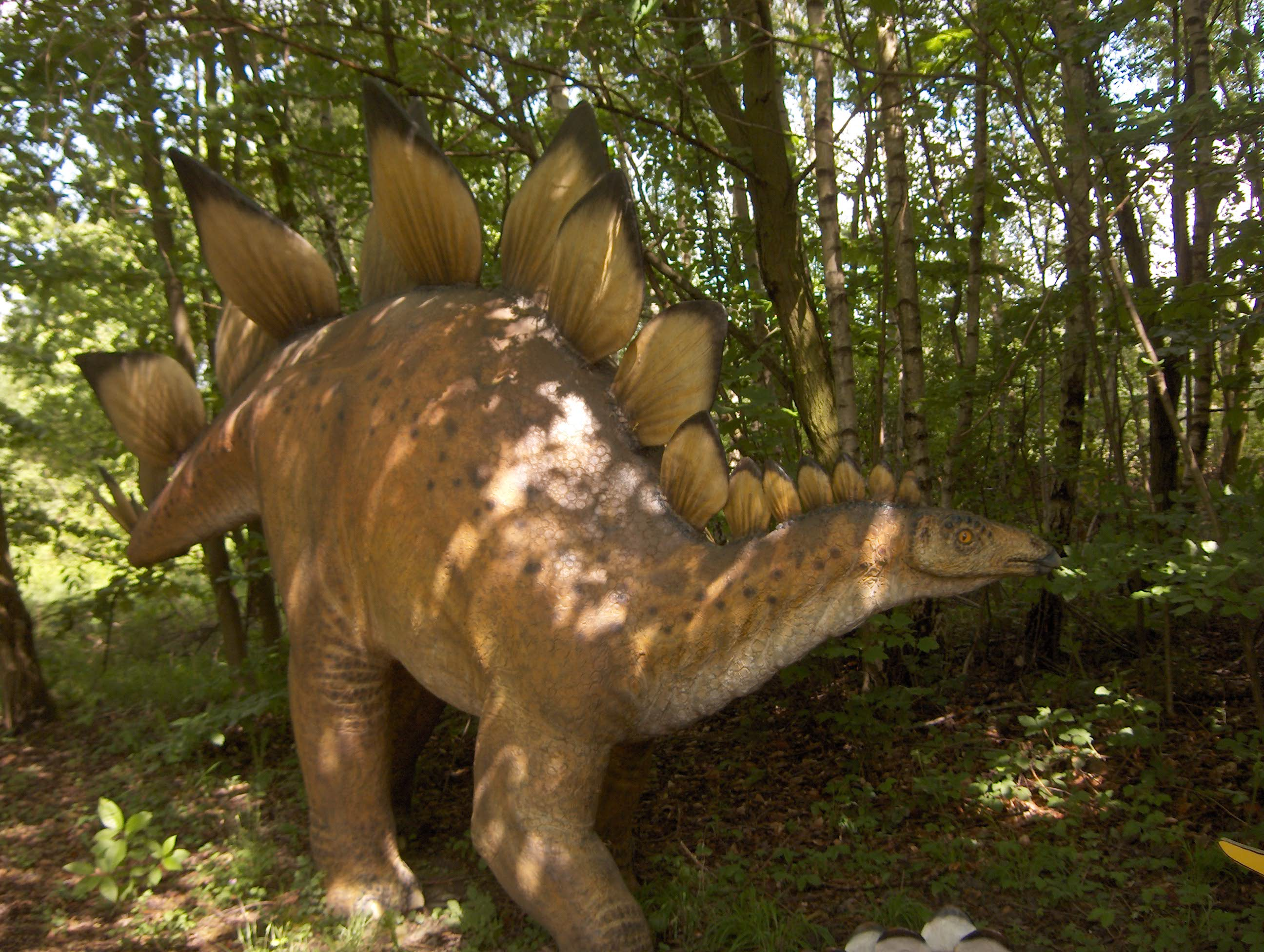
Stegosaurus

De Stegosaurinae zijn een groep dinosauriërs behorend tot de Stegosauria.
In 1877 benoemde Othniel Charles Marsh impliciet een onderfamilie Stegosaurinae, door de familie Stegosauridae te benoemen. De eerste die echt de naam gebruikte, was baron Franz Nopcsa in 1917. 
Een klade Stegosauruinae — dit was simpelweg een spelfout in de publicatie — werd het eerst gedefinieerd door Paul Sereno in 1998 als de groep bestaande uit alle soorten nauwer verwant aan Stegosaurus dan aan Dacentrurus. In 2005 verbeterde Sereno de spelling en maakte de definitie exacter: de groep bestaande uit Stegosaurus stenops Marsh 1877 en alle soorten nauwer verwant aan Stegosaurus dan aan Dacentrurus armatus Owen 1875. Dacentrurus stamt zelf uit het Kimmeridgien van Europa; zijn zusterklade moet dus even oud zijn.